# St-Martin (Mars-sous-Bourcq)

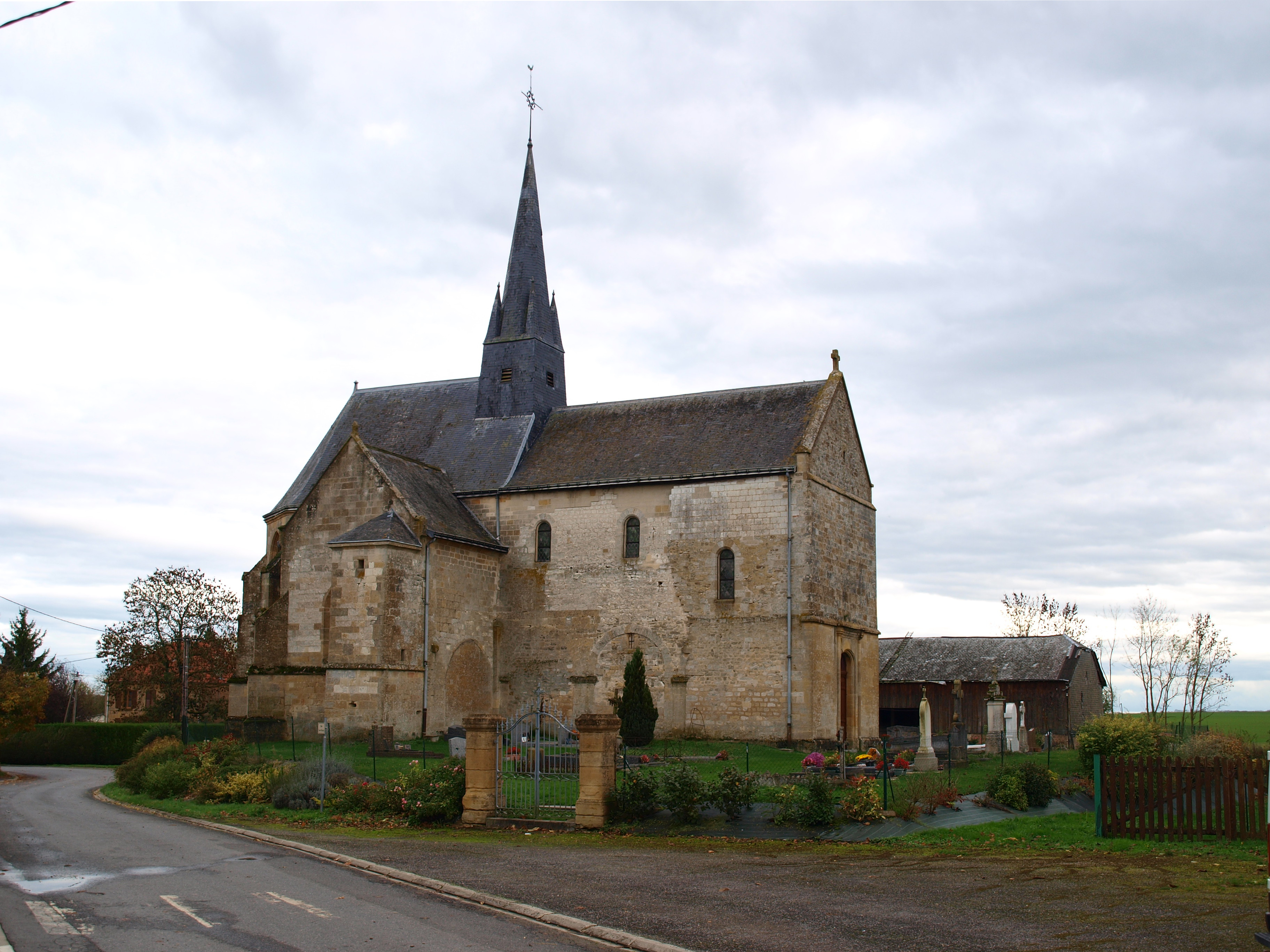
St-Martin

Die römisch-katholische Kirche St-Martin befindet sich in der kleinen Gemeinde Mars-sous-Bourcq im Département Ardennes im Nordosten Frankreichs.
Sie ist dem Heiligen Martin geweiht und steht seit dem 2. März 1920 als Monument historique unter Denkmalschutz.

## Baugeschichte
Die Kirche wurde im Laufe ihrer Geschichte mehrfach umgebaut und verstärkt, wobei die Hauptbauphasen ins 15. und 16. Jahrhundert fallen. Im Jahre 1587 erhielt das Dorf die Erlaubnis, die Kirche und den Friedhof zu befestigen. Dies beinhaltete den Bau eines quadratischen Turms und eines Zufluchtraums sowie den Einbau von Schießscharten.

## Architektur
Die Vierung wird von einem schlanken, hohen Glockenturm mit vier kleinen Türmchen an der Basis überragt. Die ins Mauerwerk eingelassenen Rundbögen lassen vermuten, dass das Hauptschiff ursprünglich von mehreren niedrigen Seitenschiffen umgeben war. Die Apsis ist durch Schießscharten geschützt, was auf eine frühere Verteidigungsfunktion hinweist.
Im Inneren der Kirche fällt die flache Decke des Hauptschiffs auf, die in die Pfeiler übergeht. Der Chor und das Querschiff stammen aus dem 16. Jahrhundert und zeigen kunstvoll gearbeitete Gewölberippen. Eine Treppe im quadratischen Turm, die an den nördlichen Arm des Querschiffs anschließt, führt zu einem Dachboden, der einst als Zufluchtsort diente.
Die Kirche verfügt über bemerkenswerte Steinmetzarbeiten, die vermutlich von lokalen Handwerkern ausgeführt wurden. Dazu gehören eine spätgotische Nische im Flamboyant-Stil nahe dem Hauptaltar, eine weitere Nische mit Renaissance-Muschel im südlichen Querschiff und Kapitelle im Chor, die mit Weintrauben und Engeln verziert sind.

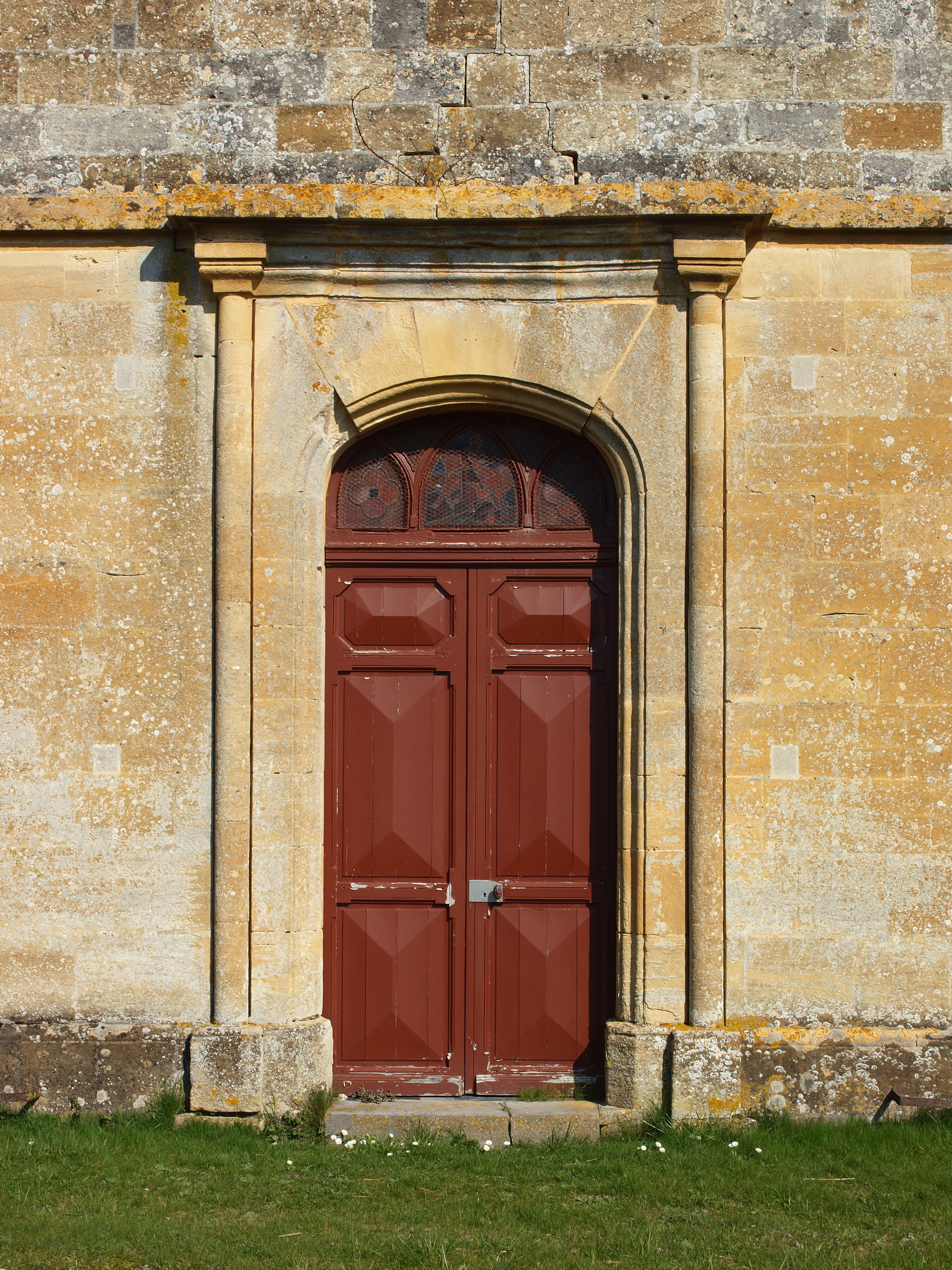
Eingang
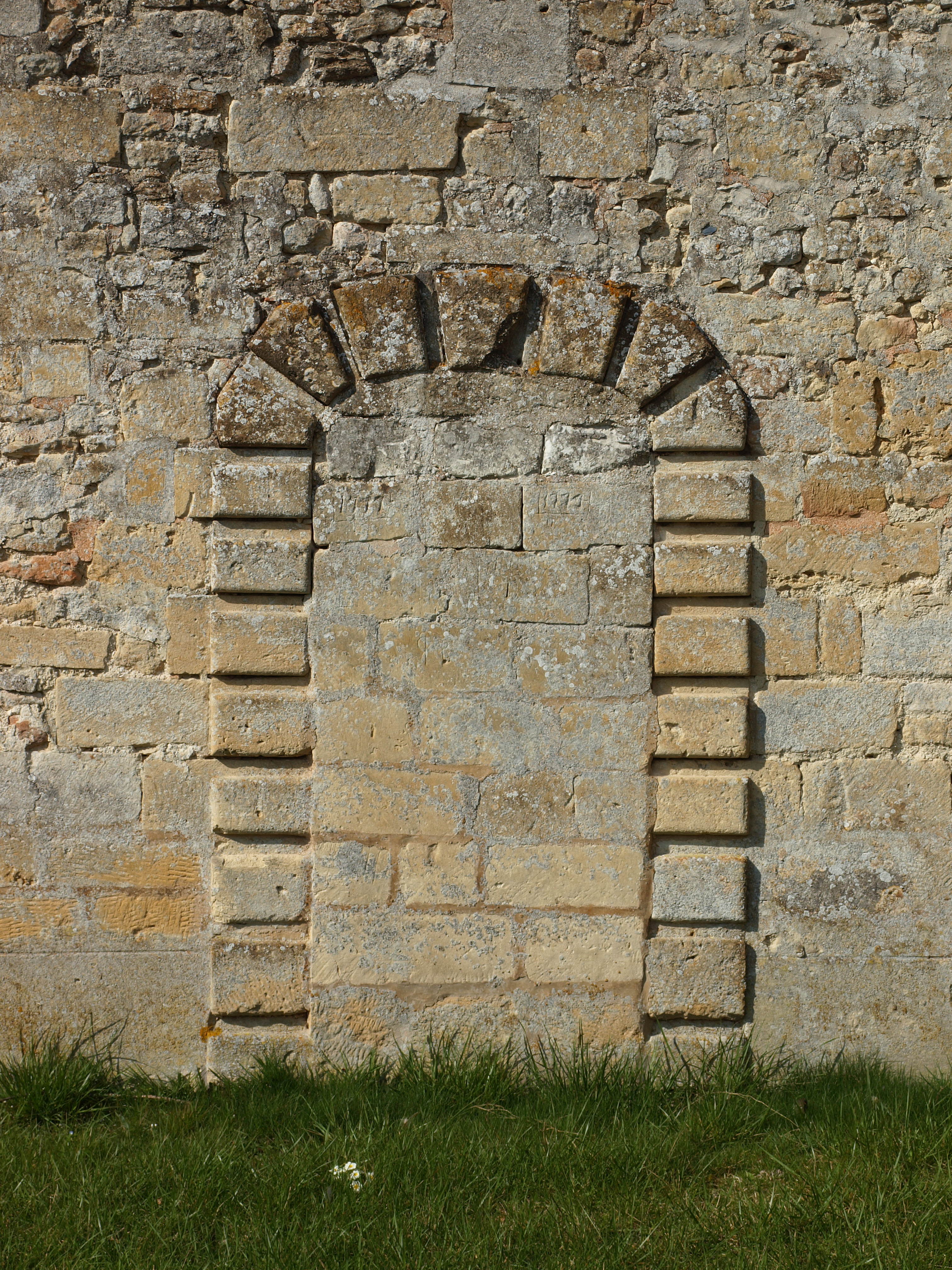
Zugemauerter Rundbogen
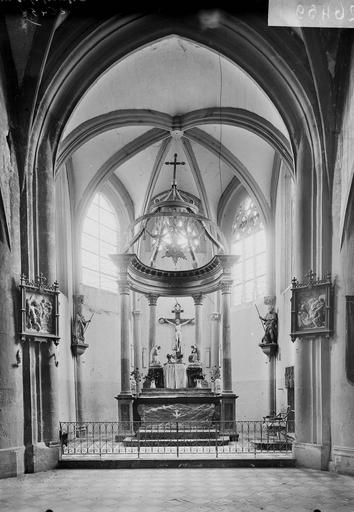
Chor (vor 1936)
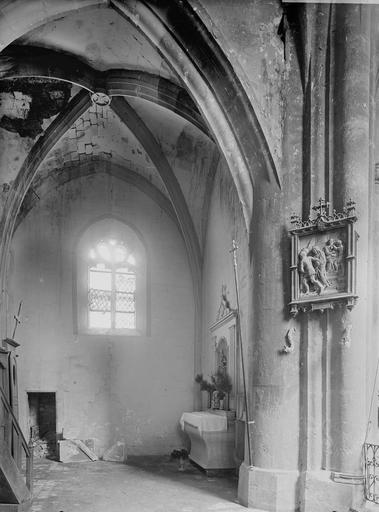
Seitenschiff (vor 1936)